# 템피 디아블로 스타디움
템피 디아블로 스타디움(Tempe Diablo Stadium)은 미국 애리조나주 템피에 위치한 야구장이다. MLB 로스앤젤레스 에인절스 오브 애너하임의 스프링 트레이닝 장소이며, 과거 시애틀 파일러츠/밀워키 브루어스와 시애틀 매리너스의 스프링 트레이닝 장소였다.